# Jealous One's Envy
Jealous One's Envy è il secondo album in studio del rapper di New York Fat Joe.

## Tracce
1. Bronx Tale (featuring KRS-One) – 3:55 – Diamond D
2. Success – 3:51 – Domingo
3. Envy – 4:09 – L.E.S.
4. Gangbanging Interlude – 0:54
5. Fat Joe's in Town (featuring Doo Wop) – 3:42 – L.E.S.
6. Part Deux – 3:16 – Domingo
7. King NY – 1:01
8. The Shit Is Real (DJ Premier Remix) – 4:36 – DJ Premier
9. Fat Joe's Way – 1:02
10. Respect Mine (featuring Raekwon) – 3:21 – Joe Fatal
11. Watch Out (featuring Armageddon, Big Pun & Keith Nut) – 3:30 – Diamond D
12. Say Word – 3:29 – Domingo
13. Success (DJ Premier Remix) – 4:11 – DJ Premier
14. Dedication – 3:25 – Fat Joe
15. Bronx Keeps Creating It – 3:29 – Joe Fatal